# Freisa
Freisa ist eine Rotweinsorte, die hauptsächlich im Piemont, Italien angebaut wird.

## Eigenschaften und Verbreitung
Es gibt mindestens zwei bekannte Klone:
- die kleinbeerige ‘Freisa Piccola’; sie wird meist in Hanglagen angebaut
- die großbeerige ‘Freisa Grossa’; sie erbringt in Flachlagen weniger spritzige Weine.

Der Most der Rebe weist eine kräftige Säure und einen hohen Anteil an Tanninen auf. Die Farbe ist relativ hell.
Sortenrein findet man häufig leicht schäumende Rotweine mit einer gewissen Restsüße. Die Süße wirkt dabei dem hohen Tannin sowie dem bitteren Geschmack der Hefe entgegen. Im Gegensatz zum eigenwilligen Geschmack präsentieren sich die Weine mit einer ausgeprägten purpurroten Farbe sowie einem fruchtigen Aroma, das an Himbeeren und Veilchen erinnert.
Neben den DOC Weinen Freisa d’Asti und Freisa di Chieri werden noch in großer Zahl Flaschen in der regionalen Vino da Tavola (Tafelwein) "Freisa del Piemonte" abgefüllt.
In folgenden DOC Regionen darf die Rebsorte Freisa im Mischsatz mit anderen Rebsorten verwendet werden: Colli Tortonesi, Gabiano, Breganze, Barbera del Monferrato, Grignolino del Monferrato Casalese.
In Italien beträgt die bestockte Fläche 2010 1041 ha. In Argentinien 2010 7 ha und Brasilien 1 ha. Weltweit betrug die Fläche 2010 1049 ha.
Anfang 2004 wurde bekannt, dass die Sorte Freisa mit der französischen Sorte ‘Viognier’ verwandt ist. Die Forscher Anna Schneider vom Agrar-Institut des CNR in Grugliasco bei Turin und José Vouillamoz (University of California, Davis sowie Istituto Agrario di San Michele all'Adige in San Michele all’Adige) führten mikrobiologische DNA-Analysen an über 1500 Rebsorten durch. 30 von 32 Indikatoren sind bei Freisa und Viognier identisch. Die gleiche Untersuchung lässt darauf schließen, das die italienische Sorte Nebbiolo seinerseits von der Sorte Freisa abstammt.
DNA-Analysen am „Istituto agrario di San Michele all'Adige“ heute Fondazione Edmund Mach in San Michele all’Adige brachten auch einen Hinweis auf eine Verwandtschaft zweiten Grades zur alten, in den Schweizer Alpen beheimateten Rebsorte Resi.
Siehe auch die Artikel Weinbau in Argentinien, Weinbau in Italien und Weinbau in den Vereinigten Staaten.

## Ampelographische Sortenmerkmale
- Triebspitze schwach weißwollig.
- Junge Blätter schwach bronziert. Blatt: dreilappig, Stielbucht U-förmig, weit offen. Zähne gesägt. Unterseite sehr starke Borstenbehaarung.
- Traube mittelgroß, lang, zylindrisch, geflügelt, lockerbeerig.
- Beere klein bis mittelgroß, oval, schwarzblau, bereift.

Reife: spät

## Eigenschaften
Die Rebe ist sehr starkwüchsig. Reichlicher Ertrag, wenig Peronospora-empfindlich, Oidium gefährdet. Bevorzugt sonnige, trockene Lagen.

## Synonyme
48 Synonyme sind bekannt: Barbera, Encore Spannina, Fessietta, Frati, Fratina, Freisa del Piemonte, Freisa di Chieri, Freisa di Monfra, Freisa di Nizza, Freisa Grossa, Freisa Pica, Freisa Piccola, Freisetta, Freisetta de Montaldo, Fresa, Fresa del Piemonte, Fresa Grosa, Fresa Monferrina, Frescia, Fresia, Fresia di Chieri, Fresia di Chiers, Fresior, Frezia, Frezija, Ghemme, Grananella, Ivanna Milanese, Lugenga Nera del Piemonte, Marchesa, Marchesa di Calabria, Marchesana, Marchisa, Martesana, Monferrato, Monferrina, Monfesia, Monfra, Monfrina, Mounfrina, Munfrin-Na, Munfrina, Patuja, Spanin, Spanna, Spanna Milanese, Spanna Monferrina, Spannina.